# Contea di Calhoun (Illinois)
La contea di Calhoun, in inglese Calhoun County, è una contea dello Stato USA dell'Illinois. Al censimento del 2000 la popolazione era di 5 084 abitanti. Il capoluogo di contea è Hardin. La contea deve il suo nome a John C. Calhoun, membro del Senato degli Stati Uniti.

## Geografia fisica
L'U.S. Census Bureau certifica che l'estensione della contea è di 735 km², di cui 657 km² composti da terra e 78 km² composti di acque interne.

## Contee confinanti
- Contea di Greene (Illinois) - nord-est
- Contea di Jersey (Illinois) - est
- Contea di Saint Charles (Missouri) - sud
- Contea di Lincoln (Missouri) - ovest
- Contea di Pike (Illinois) - nord-ovest
- Contea di Pike (Missouri) - nord-ovest

## Storia
La Contea di Calhoun è stata istituita nel 1825.

## Città
- Batchtown - village
- Brussels - village
- Hamburg - village
- Hardin - village
- Kampsville - village
- Meppen